# Mont Ventoux Dénivelé Challenge
Die Mont Ventoux Dénivelé Challenge ist ein französisches Straßenradrennen.
Der Wettbewerb ist seit 2019 als Eintagesrennen für Männer in UCI-Kategorie 1.1 Teil der UCI Europe Tour. Startort ist Vaison-la-Romaine im Département Vaucluse. Der Wettbewerb endet mit einer Bergankunft auf dem Mont Ventoux.
Im Jahr 2022 fand erstmals ein internationales Frauenrennen in UCI-Kategorie 1.2 am selben Tag des Männerrennens statt.

## Palmarès

### Männer
| Jahr | Sieger             | Zweiter         | Dritter          |
| ---- | ------------------ | --------------- | ---------------- |
| 2019 | Jesús Herrada      | Romain Bardet   | Rein Taaramäe    |
| 2020 | Alexander Wlassow  | Richie Porte    | Guillaume Martin |
| 2021 | Miguel Ángel López | Óscar Rodríguez | Enric Mas        |
| 2022 | Ruben Guerreiro    | Esteban Chaves  | Michael Storer   |
| 2023 | Lenny Martinez     | Michael Woods   | Simon Carr       |
| 2025 |                    |                 |                  |

### Frauen
| Jahr | Sieger        | Zweiter          | Dritter     |          |
| ---- | ------------- | ---------------- | ----------- | -------- |
| 2022 | Marta Cavalli | Clara Koppenburg | Évita Muzic |          |
| 2023 | abgesagt      | abgesagt         | abgesagt    | abgesagt |